# Elisenda Paluzie
Elisenda Paluzie (Barcellona, 13 ottobre 1939) è un'economista, politica e attivista spagnola, dal marzo 2018 al maggio 2022 presidente dell'Assemblea Nazionale Catalana, organizzazione indipendentista catalana.  Dal 2001 Professore Ordinario di Economia presso l'Università di Barcellona, è direttrice del Centro de Análisis Económico y de las Políticas Sociales ("Centro per l'Analisi Economica e la Politica Sociale"), che è integrato nell'Istituto di Ricerca del Barcelona Economic Analysis Team.
Il lavoro di Palzie si concentra sulla teoria del commercio estero, sulle economie regionali e sulla geografia economica. La sua ricerca si è concentrata sull'area economica spagnola, ma anche sulle economie catalana, francese e italiana, ad esempio sulle influenze della politica fiscale, dell'integrazione europea e della migrazione.

## Biografia
Elisenda Paluzie è nata a Barcellona il 13 ottobre 1969. È la figlia di Lluís Paluzie Mir, che proviene da una famiglia di intellettuali catalani.  Ha conseguito una laurea in economia presso l'Università di Barcellona (1992), un master in economia internazionale e sviluppo economico presso l'Università di Yale (1996) e un dottorato di ricerca in economia presso l'Università di Barcellona (1999). Ha ottenuto una borsa di studio pre-dottorato da La Caixa per formarsi presso la London School of Economics (1997-1998) e borse di studio per soggiorni post-dottorato presso la London School of Economics (2000-2001), CERAS, e École des ponts ParisTech (2002-2003).   Durante i suoi anni da studentessa, è stata segretaria delle finanze della Federazione Nazionale degli Studenti della Catalogna (1989-1994).

## Carriera

### In politica
Promotrice della piattaforma indipendentista Sobirania i Progrés dal 2006 e della campagna "Economisti per il No", in seguito si è unita al partito Sinistra Repubblicana di Catalogna (2008-2012), dove ha promosso la corrente critica, la Sinistra Indipendentista. Al congresso della Sinistra Repubblicana di Catalogna nel giugno 2008, è stata la più votata del consiglio nazionale, con 1.324 voti, e nel settembre 2011, la quinta più votata. 
Il 17 marzo 2018 ha ricevuto 5.062 voti alle elezioni per la segreteria nazionale dell'Assemblea nazionale catalana, risultando il candidato con il maggior sostegno. Il 24 marzo 2018 è stata eletta presidente dell'Assemblea nazionale catalana succedendo a Jordi Sànchez.

### Nell'insegnamento
Nel febbraio 2009 è stata eletta Preside della Facoltà di Economia e Commercio dell'Università di Barcellona, posizione che ha ricoperto fino all'aprile 2017.

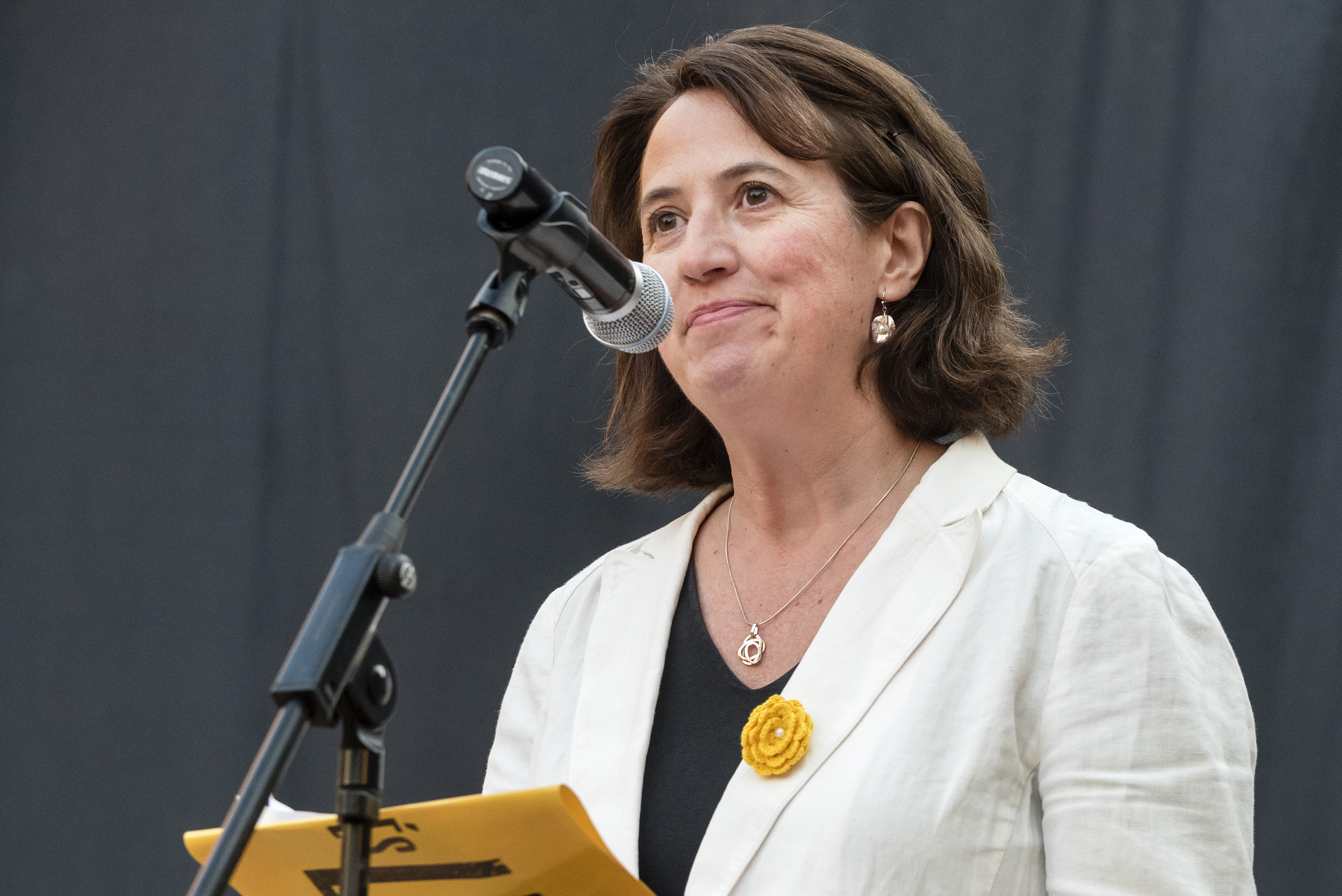
Elisenda Paluzie nel maggio 2018

Nell'ottobre 2014 ha pubblicato il libro Podemos! Las claves de la viabilidad económica de la Cataluña independiente, edito da Rosa de los Vientos. L'opera è stata insignita del XIV Premio per l'Economia della Catalogna, assegnato dalla Società Catalana di Economia, una filiale dell'Istituto di Studi Catalani, nel novembre 2015.
Nel marzo 2022 è stata eletta vicepresidente dell'Organizzazione delle Nazioni e dei Popoli Non Rappresentati.